# Odorrana utsunomiyaorum
Espèce
Synonymes
- Rana utsunomiyaorum Matsui, 1994

Statut de conservation UICN

 EN B1ab(iii) : En danger
Odorrana utsunomiyaorum est une espèce d'amphibiens de la famille des Ranidae.

## Répartition
Cette espèce est endémique des îles Ishigaki-jima et Iriomote-jima dans les îles Yaeyama dans l'archipel Nansei au Japon.

## Description
Odorrana utsunomiyaorum est la plus petite du groupe Odorrana narina, elle mesure de 40 à 48 mm pour les mâles et de 46 à 58 mm pour les femelles. Sa coloration générale varie du brun clair ou brun-vert.

## Publication originale
- Matsui, 1994 : A taxonomic study of the Rana narina complex, with description of three new species (Amphibia: Ranidae). Zoological Journal of the Linnean Society, vol. 111, p. 385-415.